# Distrikt Ngororero
Der Distrikt Ngororero (Kinyarwanda Akarere ka Ngororero) ist einer der sieben Distrikte (kinyarwanda: akarere) der Westprovinz in Ruanda und liegt im nordöstlichen Teil der Provinz.

## Geographie
Nachbardistrikte innerhalb der Westprovinz sind Nyabihu im Norden, Rubavu im Nordwesten, Rutsiro im Westen und Karongi im Süden.
Der Distrikt Ngororero ist in 13 Sektoren (imirenge) und 73 Verwaltungseinheiten unterteilt. Die Sektoren sind Bwira, Gatumba, Hindiro, Kabaya, Kageyo, Kavumu, Matyazo, Muhanda, Muhororo, Ndaro, Ngororero, Nyange und Sovu. Der Distrikt hat eine Fläche von etwa 679 km² und weist über 400 Dörfer auf. Er liegt auf Höhen zwischen 1460 und 2883 m. Der höchste Berg ist der Bweru im Sektor Muhanda mit einer Höhe von 2883,4 m.
Während der Regenzeit kommt es oft zu Überschwemmungen und die steilen Berghänge sind anfällig für Erdrutsche. Ein Beispiel sind die Überschwemmungen im Mai 2023. Die jährliche Durchschnittstemperatur liegt für eine Höhe von 1500 m bei 18 °C.

Landschaft im Sektor Nyange von der Nationalstraße 15 aus gesehen

## Bevölkerung

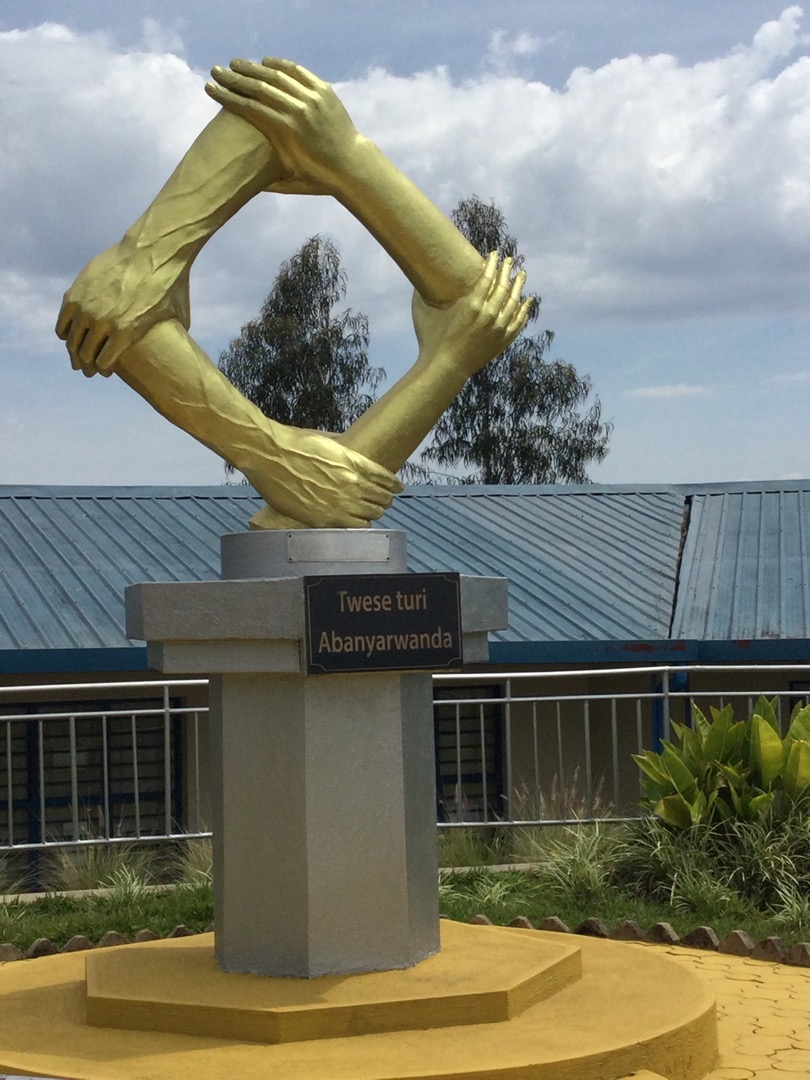
Denkmal vor der Nyange Secondary School, das an ein dortiges Massaker des Völkermords in Ruanda und den geleisteten Widerstand erinnert

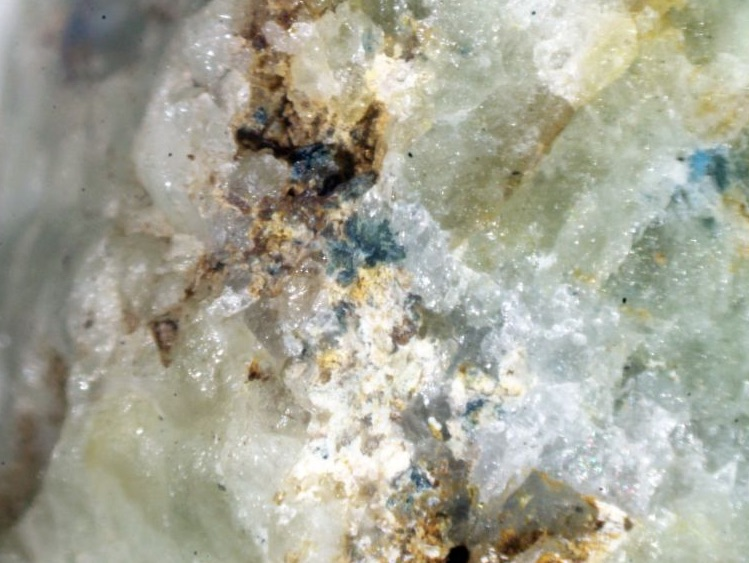
Gatumbait und Burangait aus dem Sektor Gatumba, nach dem ersteres Mineral benannt ist

Die Bevölkerung zählte 367.955 Einwohner im Jahr 2022. Der Bevölkerungstrend ist zunehmend.
|          |           | Fläche [km²] | 2002    | 2012    | 2022    |
| -------- | --------- | ------------ | ------- | ------- | ------- |
| Distrikt | Ngororero | 678,3        | 282.249 | 333.713 | 367.955 |
| Sektor   | Bwira     | 38,15        |         | 18.632  | 20.012  |
| Sektor   | Gatumba   | 43,50        |         | 23.707  | 24.952  |
| Sektor   | Hindiro   | 35,07        |         | 24.312  | 26.040  |
| Sektor   | Kabaya    | 49,05        |         | 34.085  | 36.324  |
| Sektor   | Kageyo    | 46,26        |         | 23.080  | 25.929  |
| Sektor   | Kavumu    | 56,97        |         | 28.165  | 32.791  |
| Sektor   | Matyazo   | 41,04        |         | 25.914  | 27.673  |
| Sektor   | Muhanda   | 106,3        |         | 28.247  | 31.869  |
| Sektor   | Muhororo  | 37,23        |         | 21.463  | 22.273  |
| Sektor   | Ndaro     | 55,38        |         | 22.762  | 24.444  |
| Sektor   | Ngororero | 58,50        |         | 34.559  | 38.823  |
| Sektor   | Nyange    | 54,37        |         | 21.932  | 24.859  |
| Sektor   | Sovu      | 54,67        |         | 26.855  | 31.966  |

## Verkehr
Durch den Nordosten des Distrikts Ngororero verläuft in Nordwest-Südost-Richtung die Nationalstraße 16. Den äußersten Süden des Distrikts quert in Ost-West-Richtung die Nationalstraße 15. Beide Nationalstraßen sind asphaltiert, Stand 2022 nicht jedoch die im Distrikt verlaufenden District Roads.